# 劉春 (萬曆進士)
劉春（1577年—1617年），字逢賜，號望奎，福建泉州府惠安縣人，明朝政治人物。

## 生平
萬曆二十二年（1594年）福建乡试举人，萬曆三十五年（1607年）丁未科进士。工部观政，授工部主事，三十七年差台基厂，三十八年升员外，三十九年升郎中，四十年升衡州知府，四十四年升江西副使，四十五年卒。

## 家族
曾祖劉楷（教諭），祖劉清，父劉錄（贈文林郎監察御史），前母王氏（贈孺人）；母陳氏（封太孺人）。慈侍下。
兄劉起宗；劉詢英（知縣）；劉會（萬曆十一年進士布政司參政）；劉寅；劉詢政，劉晉（州官）；劉寵；劉霞；劉冕；劉哲（縣？）。